# Rastislav Špirko
Rastislav Špirko (ur. 21 czerwca 1984 we Vrútkach) – słowacki hokeista, reprezentant Czech.

## Kariera
- MHC Martin U18 (1997-2000)
- MHC Martin U18 (2000-2002)
- MHC Martin (2002-2003)
- Tri-City Storm (2003-2004)
- University of North Dakota (2004-2006)
- MHC Martin (2006-2007)
- HC Slovan Ústečtí Lvi (2007-2009)
- HC Pardubice (2009-2011)
- HC Lev Poprad (2011-2012)
- Awtomobilist Jekaterynburg (2012-2013)
- Spartak Moskwa (2013-2014)
- Amur Chabarowsk (2014-2015)
- MHC Martin (2015)
- HC Kometa Brno (2015-2016)
- HC Oceláři Trzyniec (2016-2017)
- HC Nové Zámky (2017)
- HKm Zvolen (2017-2020)
- HK Dukla Trenczyn (2020)
- MHC Martin (2020-2021)
- DEAC Hockey (2021-2023)
- HK Poprad (2023)
- JKH GKS Jastrzębie (2023-2024)
- HK Skalica (2024-)

Wychowanek klubu MHC Martin. Reprezentant juniorskich reprezentacji kraju (Słowacja U-18, Słowacja U-20).
W sezonie KHL (2012/2013) zawodnik Awtomobilistu Jekaterynburg. Od maja 2013 zawodnik Spartaka Moskwa, związany rocznym kontraktem. Od maja 2014 zawodnik klubu Amur Chabarowsk, związany dwuletnim kontraktem. Zwolniony pod koniec lutego 2015. Od lipca 2015 zawodnik Slovana. Od października 2015 do kwietnia 2016 zawodnik Komety Brno. Od maja 2016 zawodnik HC Oceláři Trzyniec. Od sierpnia do listopada 2017 zawodnik klubu HC Nové Zámky. Od połowy grudnia 2017 zawodnik HKm Zvolen. W lutym 2020 przekazany do Dukli Trenczyn, a w listopadzie 2020 do macierzystego Martina. W lipcu 2021 został zawodnikiem węgierskiego DEAC Hockey. W lutym 2023 został ogłoszony zawodnikiem HK Poprad. W sierpniu 2023 został zaangażowany przez JKH GKS Jastrzębie. W połowie 2024 przeszedł do HK Skalica.

## Sukcesy
Klubowe
- Broadmoor Trophy – Mistrzostwo NCAA (WCHA): 2006 z Univ. of North Dakota
- Złoty medal mistrzostw Czech: 2010 z HC Pardubice
- Brązowy medal mistrzostw Czech: 2011 z HC Pardubice
- Finał Pucharu Polski: 2023 z JKH GKS Jastrzębie

Indywidualne
- Ekstraliga czeska w hokeju na lodzie 2019/2010:
  - Nagroda dla najbardziej sportowo grającego zawodnika